# Xylon
Xylon – międzynarodowe triennale grafiki współczesnej organizowane przez Międzynarodowe Stowarzyszenie Drzeworytników XYLON, którego celem jest promowanie technik artystycznego druku wypukłego. Impreza otwarta jest również dla artystów nienależących do stowarzyszenia. 
Triennale ma swój początek w działalności szwajcarskiego Stowarzyszenia Drzeworytników założonego w 1944 roku. Pierwsza edycja odbyła się w 1953 w Kunsthalle w Zurychu. Następne miały miejsce w Genewie, Fribourgu, a w 1983 Xylon został objęty patronatem miasta Winterthur. Od tego czasu wystawom nadawano charakter objazdowy. Od 2005 roku wystawa jest organizowana w Muzeum Fernet Branca w Saint-Louis we Francji, gdzie stowarzyszenie ma swoją siedzibę.
Kolejne edycje wystawy pokonkursowej:
| nr edycji | rok  | miejsce     | ilość grafik | ilość artystów | laureat pierwszej nagrody                                          |
| --------- | ---- | ----------- | ------------ | -------------- | ------------------------------------------------------------------ |
| Xylon 1   | 1953 | Zurych      |              |                |                                                                    |
| Xylon 2   |      |             |              |                |                                                                    |
| Xylon 3   |      |             |              |                |                                                                    |
| Xylon 4   | 1965 | Genewa      |              |                |                                                                    |
| Xylon 5   | 1969 | Genewa      |              |                |                                                                    |
| Xylon 6   | 1972 | Genewa      |              |                |                                                                    |
| Xylon 7   | 1976 | Fribourg    |              |                |                                                                    |
| Xylon 8   | 1979 | Fribourg    | 200          | 121            | Jadwiga Smykowska, Triptyque polonais: Sous ta protection II, 1977 |
| Xylon 9   | 1984 | Winterthur  | 200          | 170            | Rikio Takanashi, Niwa, 1979                                        |
| Xylon 10  | 1987 | Winterthur  |              |                |                                                                    |
| Xylon 11  | 1990 | Winterthur  |              |                |                                                                    |
| Xylon 12  | 1994 | Winterthur  |              |                |                                                                    |
| Xylon 13  | 1997 | Winterthur  | 209          | 154            |                                                                    |
| Xylon 14  | 2008 | Saint-Louis | 128          | 120            | Teija Lehto, Dish Board, part one, 2005                            |